# Комсомольський (Міякинський район)
Комсомо́льський (рос. Комсомольский, башк. Комсомол) — присілок у складі Міякинського району Башкортостану, Росія. Входить до складу Каранівської сільської ради.
Населення — 177 осіб (2010; 217 в 2002).
Національний склад:
- башкири — 73%